# Plus
Semnul plus (+) este un simbol matematic folosit la notarea operației de adunare sau a valorilor pozitive. Este folosit și în alte sensuri, mai mult sau mai puțin analoage. Cuvântul plus provine din limba latină unde are înțelesul de „mai mult”.

## Istoric
Deși acum semnele par la fel de familiare ca alfabetul sau cifrele arabe, ele nu au o vechime mare. Semnul hieroglific egiptean pentru adăugare seamănă cu o pereche de picioare care mergeau în direcția în care a fost scris textul. În limba egipteană textul putea fi scris fie de la dreapta la stânga, fie de la stânga la dreapta, iar semnul invers indica scăderea.
Unele dintre primele utilizări ale lui „+” ca semn pentru plus apar în manuscrisele lui Nicole Oresme din secolul al XIV-lea.
La începutul secolului al XV-lea Europa erau utilizat în general litera „P”. Simbolul „p̄” (suprabarat, din italiană più, mai mult), a apărut pentru prima dată în compendiul de matematică al lui Luca Pacioli, Summa de arithmetica, geometria, proportioni et proportionalità, publicat la Veneția în 1494.
Semnul „+” este o simplificare a expresiei din latină et.
În tratatul său din 1489 Johannes Widmann se referă la simbolul „+” prin  mer germană „das + ist das mer”. În tratat nu a fost folosit pentru adunare, ci pentru a indica surplusul. Prima sa utilizare în sensul modern apare într-o carte de Henricus Grammateus în 1518.

## Operator matematic
Semnul „+” este un operator binar care indică adunarea, ca în {\displaystyle 2+3=5}. Poate fi folosit și ca operator unar care lasă operandul neschimbat (+x înseamnă același lucru cu x). Notația se folosește când se dorește sublinierea că numărul este pozitiv (+5) nu negativ (−5).
Semnul plus poate indica și alte operații, în funcție de convențiile matematice în domeniu. Multe structuri algebrice, cum ar fi spațiile vectoriale și inelele matriciale au o anumită operație care se numește sau este echivalentă cu adunarea. Însă este încetățenită folosirea semnului plus pentru a indica numai operațiile comutative.
Simbolul este folosit și în fizică și chimie.

## Calificativ
În unele sisteme de evaluare a a cunoștințelor semnul „+” indică o treaptă peste nivelul imediat inferior. De exemplu, B+ este o treaptă deasupra nivelului B, iar A++ două trepte deasupra nivelului A. Sistemul nu se folosește în România.

### În matematică
În matematică x → a+ înseamnă că x se apropie de a din dreapta, de exemplu, 1/x → +{\displaystyle \infty }.

### Grupe sanguine
Grupele sanguine sunt adesea calificate cu plus sau minus pentru a indica prezența sau absența factorului Rh. De exemplu, „A+” înseamnă în sistemul de grupe sanguine AB0 sânge tip A cu factorul Rh prezent, în timp ce B− înseamnă sânge tip B cu factorul Rh absent.

## În informatică
Semnul „+” este folosit în interfețele grafice pentru a indica în arborele de directoare dacă un director este expandat sau nu.
În unele limbaje de programare concatenarea șirurilor de caractere se scrie "a" + "b", rezultatul fiind "ab".
În limbajul C și alte limbaje de programare, două semne plus indică operatorul de incrementare; poziția operatorului înainte sau după variabilă indică dacă din aceasta se citește valoarea nouă sau cea veche. De exemplu, dacă x este egal cu 6, atunci y = x++ crește x la 7, dar setează y la 6, în timp ce y = ++x setează atât x, cât și y la 7. Prin extensie, ++ este uneori folosit cu sensul de îmbunătățire, ca în numele limbajului C++.

## Alte utilizări
În fizică semnul „+” indică o sarcină electrică pozitivă. Semnul a fost introdus de Georg Christoph Lichtenberg.
În chimie exponentul „+” este folosit pentru a indica un ion pozitiv, de exemplu NH+
4.
În șah „+” indică că s-a dat șah.
În telefonie „+” indică locul prefixului telefonic.

## Codare
Pe tastaturi „+” se găsește ca atare.
În Unicode codul este U+002B.
În HTML semnul se obține cu + , &plus; , &#43;.

## Semn plus alternativ
În unele școli evreiești, în special școlile elementare, pentru semnul plus se întâlnește caracterul „﬩”. Justificarea este pentru a evita simbolul „+”, care seamănă cu crucea creștină. În Unicode codul acestui simbol este U+FB29 (HEBREW LETTER ALTERNATIVE PLUS SIGN).